# Escrópulo (volume)
Um escrópulo líquido (fluid scruple) é uma unidade de volume usada somente no sistema imperial do Reino Unido, o qual é igual a 1,1838776776 mililitros. Suas equivalências são:
- 20 minims britânicos
- 0,33333333333239 dracmas líquidos britânicos
- 0,041666669251159 onças líquidas britânicas